# 陸應川
陸應川（1555年—？），字汝濟，號鍾符，江西南昌府豐城縣人，軍籍，明朝政治人物。

## 生平
萬曆元年（1573年）癸酉科順天鄉試三十三名，萬曆十四年（1586年）丙戌科會試五十名，登三甲第五十七名。工部观政，本年六月授任直隸吳縣知縣。十六年丁憂，守制满，十九年八月復除昆山县，二十一年改知河南新蔡县，二十五年升刑部主事，主考河南鄉試，二十八年升员外郎，三十年升郎中，三十四年升浙江參政，三十七年升貴州按察使，本年致仕。

## 家族
曾祖陸德良；祖父陸時佐；父陸淑（1499年-1577年），字子善，號符溪曾任生員、壽官。母楊氏；繼母黃氏。慈侍下。兄應軫（增廣生）、弟應銓（廪生）。